# 옌스 야코브 베르셀리우스

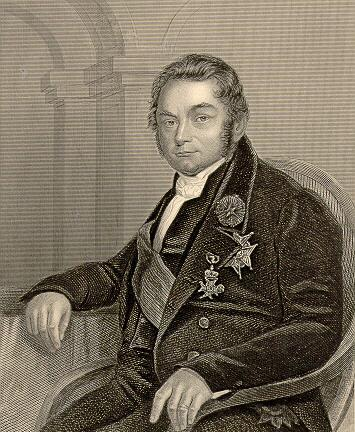
옌스 야코브 베르셀리우스

옌스 야코브 베르셀리우스(스웨덴어: Jöns Jakob Berzelius, 1779년 8월 20일 - 1848년 8월 7일)는 스웨덴의 화학자이다. 타이타늄과 지르코늄을 분리하고, 세륨·토륨·셀레늄 등의 원소를 발견하였다. 최초의 화학결합이론인 전기화학이론을 주장했다.

## 업적
베르셀리우스는 현대의 원소 기호를 만든 사람으로 알려져 있다. 라부아지에가 원소의 정의를 내기 전에도 연금술사들은 여러 개의 원소를 발견하고, 그 원소들을 다양한 방법으로 표현했다. 이후 라부아지에는 기하학적인 모양으로, 돌턴은 원 안에 문자나 그림을 넣어 원소를 표현했다. 하지만, 많은 원소가 발견되자 돌턴의 원소 표기법은 불편해졌다. 그래서 베르셀리우스가 다음과 같은 원소를 표현하는 방법을 고안해냈다.
- 원소의 영어나 라틴어의 이름의 알파벳 첫 번째 글자를 대문자로 나타낸다. (수소: Hydrogen → H)
- 첫 번째 글자가 같은 다른 원소가 이미 있을 때, 뒤의 글자들 중 하나를 소문자로 대문자의 뒤에 이어서 나타낸다. (헬륨: Helium → He, 비소: Arsenicum → As) 단, 리튬(원소 기호: Li)과 같이 첫 번째의 알파벳이 같은 원소가 없으면서도 두 글자를 쓰는 경우가 있다.

또한, 베르셀리우스는 원자량을 정밀하게 계산하여 구하고, 여러 가지 연구를 통해 원자설의 개념의 정확성을 높였다.

## 같이 보기
- 비커